# Physalis sancti-josephii
Physalis sancti-josephii là loài thực vật có hoa trong họ Cà. Loài này được Dunal miêu tả khoa học đầu tiên năm 1852.